# Dicasterio para la Evangelización
El Dicasterio para la Evangelización (Dicasterium pro evangelizatione) es un dicasterio de la curia romana. Se encarga de las cuestiones fundamentales de la evangelización en el mundo, así como de la constitución, acompañamiento y apoyo de nuevas Iglesias particulares, sin perjuicio de la competencia del Dicasterio para las Iglesias Orientales».
Fue creado el 5 de junio de 2022 como resultado de la fusión entre la Congregación para la Evangelización de los Pueblos y el Pontificio Consejo para la Promoción de la Nueva Evangelización, según lo dispuesto en la constitución apostólica Praedicate evangelium. Está presidido por el sumo pontífice, quien es su prefecto.

## Organización
El dicasterio está dividido en dos secciones, cada una dirigida por un pro-prefecto. De acuerdo a Praedicate evangelium, una sección se encargará de "las cuestiones fundamentales de la evangelización en el mundo" y la otra de "la primera evangelización y las nuevas Iglesias particulares". El dicasterio es dirigido por un Prefecto que recae en el propio Papa.
Mediante rescripto de 1 de agosto de 2022 el papa Francisco aprobó que la Sección para la primera evangelización y las nuevas Iglesias particulares del Dicasterio para la Evangelización tuviese dos secretarios adjuntos: uno como presidente de las Obras Misionales Pontificias y otro como director de la Oficina especial encargada de la administración del patrimonio destinado a las misiones.
Mediante rescripto de 30 de septiembre de 2022 el papa Francisco autorizó la transferencia de las competencias de la pastoral del turismo del Dicasterio para el Servicio del Desarrollo Humano Integral a la Sección para las cuestiones fundamentales de la evangelización en el mundo del Dicasterio para la Evangelización.

## Jerarquía

### Prefecto
- Sumo pontífice.

### Sección para las cuestiones fundamentales de la evangelización en el mundo

#### Proprefecto
- Arzobispo Rino Fisichella, desde el 5 de junio de 2022

#### Secretario
- Vacante, desde el 5 de junio de 2022

#### Delegado para la catequesis
- Obispo Franz-Peter Tebartz-van Elst, desde el 5 de junio de 2022

#### Subsecretario
- Graham Bell, desde el 5 de junio de 2022

### Sección para la primera evangelización y las nuevas Iglesias particulares

#### Proprefecto
- Cardenal Luis Antonio Tagle, desde el 5 de junio de 2022 - 21 de abril de 2025

#### Secretario
- Arzobispo Protase Rugambwa (5 de junio de 2022-15 de marzo de 2023)
- Arzobispo Fortunatus Nwachukwu, desde el 15 de marzo de 2023

#### Secretario Adjunto con el cargo de Presidente de lasOMP
- Arzobispo Giovanni Pietro Dal Toso (5 de junio de 2022 - 30 de noviembre de 2022)
- arzobispo Emilio Nappa, desde el 3 de diciembre de 2022

#### Subsecretarios
- Ryszard Szmydki, O.M.I., desde el 5 de junio de 2022
- Samuele Sangalli, desde el 25 de abril de 2023